# موسيقى الخلل
موسيقى الخلل (بالإنجليزية: Glitch Music)‏ هي نوع من أنواع الموسيقى الإلكترونية التي ظهرت في أواخر التسعينيات. هذه الموسيقى قد وصفت بإنها أظهرت «جمال الفشل التقني». حيث تعتمد على استخدام أصوات إلكترونية.
مصدر أصوات الخلل عادة ما يكون صوت أجهزة معطوبة وأصوات أجهزة التسجيل المتعطلة أو الإلكترونيات الرقمية، مثال على هذا: التخطي السريع لأصوات السي دي، صوت أزيز الكهرباء، التشويش الرقمي والتناظري، ضوضاء الأجهزة والبرمجيات، أصوات التحطيم، أصوات هسهسة الأسطونات الموسيقية، أصوات أخطاء النظام الحاسوبي.

في مقالة للموسيقى الحاسوبية التي نشرت في عام 2000 للمؤلف الموسيقي والكاتب كيم كاسكون صنف موسيقى الخلل كنوع فرعي من الإلكترونيكا أو الموسيقى الإلكترونية. واستخدم مصطلح ما بعد الرقمية لوصف جمالية موسيقى الخلل.

## تاريخ موسيقى الخلل
أصول جمالية موسيقى الخلل يمكن أن تعزى إلى أوائل القرن العشرين، مع بيان لويجي روسّولو المستقبليَ «فن الضجيج والضوضاء». أيضاً لقد قام لويجي بإنشاء مولدات ضوضائية، حيث سمّاها «أنتوناراومور». لاحقاً قام الموسيقيون والملحنون بستخام تقنية الخلل، مثل كريستيان ماركلاي الذي استخدم أسطوانات الموسيقى المشوهة لتكوين فن تصويري للصوت سنة 1979. في 1981 قامت فرقة أو إم دي بإصدار ألبوم بعنوان العمارة والأخلاق وقامت باستخدام قصاصات صوتية للضوضاء الصناعية الغازية في أغنية تحمل نفس عنوان الألبوم. حيث كان هذا تجسيداً مبكراً لموسيقى الخلل. ياسوناو تون استخدم أقراص سي دي محطمة في عرضه تيكنو إيدن سنة 1985، بينما ألبوم نيكولاس كولينس سنة 1992 «كانت ليلة سوداء وعاصفة» اشتمل رباعية وترية وأصوات تأتأة منبعثة من التخطي السريع لأقراص السي دي.

## تقنية الإنتاج
موسيقى الخلل غالباً ما يتم إنتاجها حاسبوياً عبر برمجيات رقمية حديثة للصق عينات صوتية مقصوصة من أعمال موسيقية سابقة. ومن ثم يتم تجميع هذه العينات الصوتية وإضافة أصوات الخلل مثل الخدوش الصوتية والأزرار والثغرات الصوتية. هذه الأصوات والعينات غالباً ما تكون قصيرة، وتستخدم عوضاً عن الأصوات التقليدية للإيقاعات.
من البرامج التي تستخدم لعمل موسيقى الخلل:
Ableton Live, Reason, AudioMulch, Usine, FlStudio